# Salto de esqui nos Jogos Olímpicos de Inverno de 2022 - Pista longa por equipes masculino
A competição de pista longa individual por equipes masculinas do salto de esqui nos Jogos Olímpicos de Inverno de 2022 foi disputada no Centro de Salto de Esqui Alpensia em Pyeongchang em 14 de fevereiro.

## Medalhistas
|  | AUT Áustria                                       |  | SLO Eslovênia                              |  | GER Alemanha                                                    |
|  | Stefan Kraft Daniel Huber Jan Hörl Manuel Fettner |  | Lovro Kos Cene Prevc Timi Zajc Peter Prevc |  | Constantin Schmid Stephan Leyhe Markus Eisenbichler Karl Geiger |

## Programação
Horário local (UTC+8).
| Data            | Horário | Evento    |
| --------------- | ------- | --------- |
| 14 de fevereiro | 11:00   | 1ª rodada |
| 14 de fevereiro | 12:06   | Final     |

## Resultados
| Pos. | Bib                    | País                                                                                 | 1ª rodada               | 1ª rodada                     | 1ª rodada | Rodada final            | Rodada final                  | Rodada final | Total                         |
| Pos. | Bib                    | País                                                                                 | Distância (m)           | Pontos                        | Pos.      | Distância (m)           | Pontos                        | Pos.         | Pontos                        |
| ---- | ---------------------- | ------------------------------------------------------------------------------------ | ----------------------- | ----------------------------- | --------- | ----------------------- | ----------------------------- | ------------ | ----------------------------- |
| 01   | 10 10–1 10–2 10–3 10–4 | AUT Áustria Stefan Kraft Daniel Huber Jan Hörl Manuel Fettner                        | 127.5 130.5 133.0 128.0 | 458.4 111.6 116.1 120.2 110.5 | 2         | 121.5 129.0 137.5 128.0 | 484.3 119.7 115.1 130.5 119.0 | 1            | 942.7 231.3 231.2 250.7 229.5 |
| 02   | 8 8–1 8–2 8–3 8–4      | SLO Eslovênia Lovro Kos Cene Prevc Timi Zajc Peter Prevc                             | 134.0 132.0 124.0 129.0 | 467.4 126.7 119.3 110.6 110.8 | 1         | 120.0 132.0 126.0 127.0 | 467.0 107.7 126.3 117.0 116.0 | 3            | 934.4 234.4 245.6 227.6 226.8 |
| 03   | 11 11–1 11–2 11–3 11–4 | GER Alemanha Constantin Schmid Stephan Leyhe Markus Eisenbichler Karl Geiger         | 126.5 127.5 136.0 121.0 | 446.5 112.7 108.7 119.4 105.7 | 4         | 122.0 129.0 139.5 128.0 | 476.4 106.6 113.3 137.5 119.0 | 2            | 922.9 219.3 222.0 256.9 224.7 |
| 4    | 9 9–1 9–2 9–3 9–4      | NOR Noruega Halvor Egner Granerud Daniel-André Tande Robert Johansson Marius Lindvik | 138.0 130.5 125.5 121.0 | 456.5 128.3 118.2 109.7 100.3 | 3         | 118.5 124.0 136.5 126.5 | 465.6 108.5 113.7 127.8 115.6 | 4            | 922.1 236.8 231.9 237.5 215.9 |
| 5    | 7 7–1 7–2 7–3 7–4      | JPN Japão Yukiya Satō Naoki Nakamura Junshirō Kobayashi Ryōyū Kobayashi              | 126.0 124.5 128.5 134.0 | 438.5 110.8 96.6 105.1 126.0  | 5         | 124.0 122.0 120.0 132.5 | 444.3 114.9 97.8 99.0 132.6   | 6            | 882.8 225.7 194.4 204.1 258.6 |
| 6    | 6 6–1 6–2 6–3 6–4      | POL Polônia Piotr Żyła Paweł Wąsek Dawid Kubacki Kamil Stoch                         | 118.0 131.5 122.0 137.0 | 434.5 96.4 116.1 95.5 126.5   | 6         | 125.5 120.0 126.0 127.5 | 445.6 119.5 97.2 107.5 121.4  | 5            | 880.1 215.9 213.3 203.0 247.9 |
| 7    | 4 4–1 4–2 4–3 4–4      | ROC Danil Sadreev Roman Trofimov Mikhail Nazarov Evgenii Klimov                      | 128.5 127.0 120.0 118.0 | 410.6 115.4 103.1 92.8 99.3   | 7         | 119.0 119.5 117.0 121.0 | 395.9 100.4 99.7 89.3 106.5   | 8            | 806.5 215.8 202.8 182.1 205.8 |
| 8    | 5 5–1 5–2 5–3 5–4      | SUI Suíça Dominik Peter Gregor Deschwanden Simon Ammann Killian Peier                | 112.0 122.0 116.0 118.5 | 367.0 87.7 103.6 87.5 88.2    | 8         | 119.0 123.5 121.5 124.0 | 424.5 103.4 110.6 104.9 105.6 | 7            | 791.5 191.1 214.2 192.4 193.8 |
| 9    | 3 3–1 3–2 3–3 3–4      | CZE República Checa Viktor Polášek Čestmír Kožíšek Filip Sakala Roman Koudelka       | 108.0 109.0 101.0 107.5 | 279.5 76.8 70.9 55.4 76.4     | 9         | Não avançou             | Não avançou                   | Não avançou  | 279.5 76.8 70.9 55.4 76.4     |
| 10   | 2 2–1 2–2 2–3 2–4      | USA Estados Unidos Decker Dean Patrick Gasienica Kevin Bickner Casey Larson          | 92.5 105.5 103.0 106.0  | 261.0 69.3 59.7 63.5 68.5     | 10        | Não avançou             | Não avançou                   | Não avançou  | 261.0 69.3 59.7 63.5 68.5     |
| 11   | 1 1–1 1–2 1–3 1–4      | CHN China Zhen Weijie Lyu Yixin Song Qiwu Zhou Xiaoyang                              | 84.0 90.0 86.0 86.0     | 115.0 13.5 35.3 31.7 34.5     | 11        | Não avançou             | Não avançou                   | Não avançou  | 115.0 13.5 35.3 31.7 34.5     |

Legenda
| Recorde mundial      | Recorde mundial (World record)               |                       | Recorde africano                      | Recorde africano (African) |                                           | Q | Classificado por posição (Qualified) |
| Recorde olímpico     | Recorde olímpico (Olympic record)            | Recorde da América    | Recorde da América (Americas)         | q                          | Classificado por melhor tempo (Qualified) |   |                                      |
| Melhor marca do ano  | Melhor marca do ano (World leading)          | Recorde asiático      | Recorde asiático (Asian)              | DNS                        | Não largou (Did not start)                |   |                                      |
| Recorde nacional     | Recorde nacional (National record)           | Recorde europeu       | Recorde europeu (European)            | DNF                        | Não terminou (Did not finish)             |   |                                      |
| Recorde pessoal      | Recorde pessoal do atleta (Personal best)    | Recorde da Oceania    | Recorde da Oceania (Oceania)          | DSQ / DQ                   | Desclassificado (Disqualified)            |   |                                      |
| Recorde da temporada | Recorde da temporada do atleta (Season best) | Recorde sul-americano | Recorde sul-americano (South America) | NM                         | Sem marca (No mark)                       |   |                                      |